# Attersee (lac)
Pour les articles homonymes, voir Attersee.
L'Attersee (encore nommé Kammersee) est un lac de la région du Salzkammergut en Haute-Autriche. Avec une superficie de près de 47 km2, il s'agit du plus grand lac de toute l'Autriche et sa profondeur maximale atteint 169 mètres.

## Géographie
L'Attersee forme le dernier maillon d'une chaîne de lacs qui commence au sud-ouest par le Fuschlsee et au nord-ouest par l'Irrsee. L'eau provenant de ces deux lacs s'écoule d'abord par le Mondsee avant de se jeter dans l'Attersee. L'eau se dirige ensuite dans l'Ager, avant de rejoindre la Traun qui elle-même se jette dans le Danube à Linz.

## Histoire
Le nom du lac provient vraisemblablement du celte ada ou ata signifiant « eau ».
Les alentours du lac sont habités depuis l'âge de pierre : en août 1870, des restes d'une cité lacustre ont été découverts sur la rive nord du lac, au niveau de Seewalchen. Ces habitations datent en partie de 4000 à 3000 avant Jésus-Christ et en partie de l'âge du bronze (1500 - 1000 avant Jésus-Christ). Au bord du lac se trouvent les ruines de villas romaines.
Le peintre Gustav Klimt y est passé en villégiature et en a peint plusieurs paysages, dont la Maison de campagne sur le lac Attersee (1914) et Unterach sur le lac Attersee (1914).

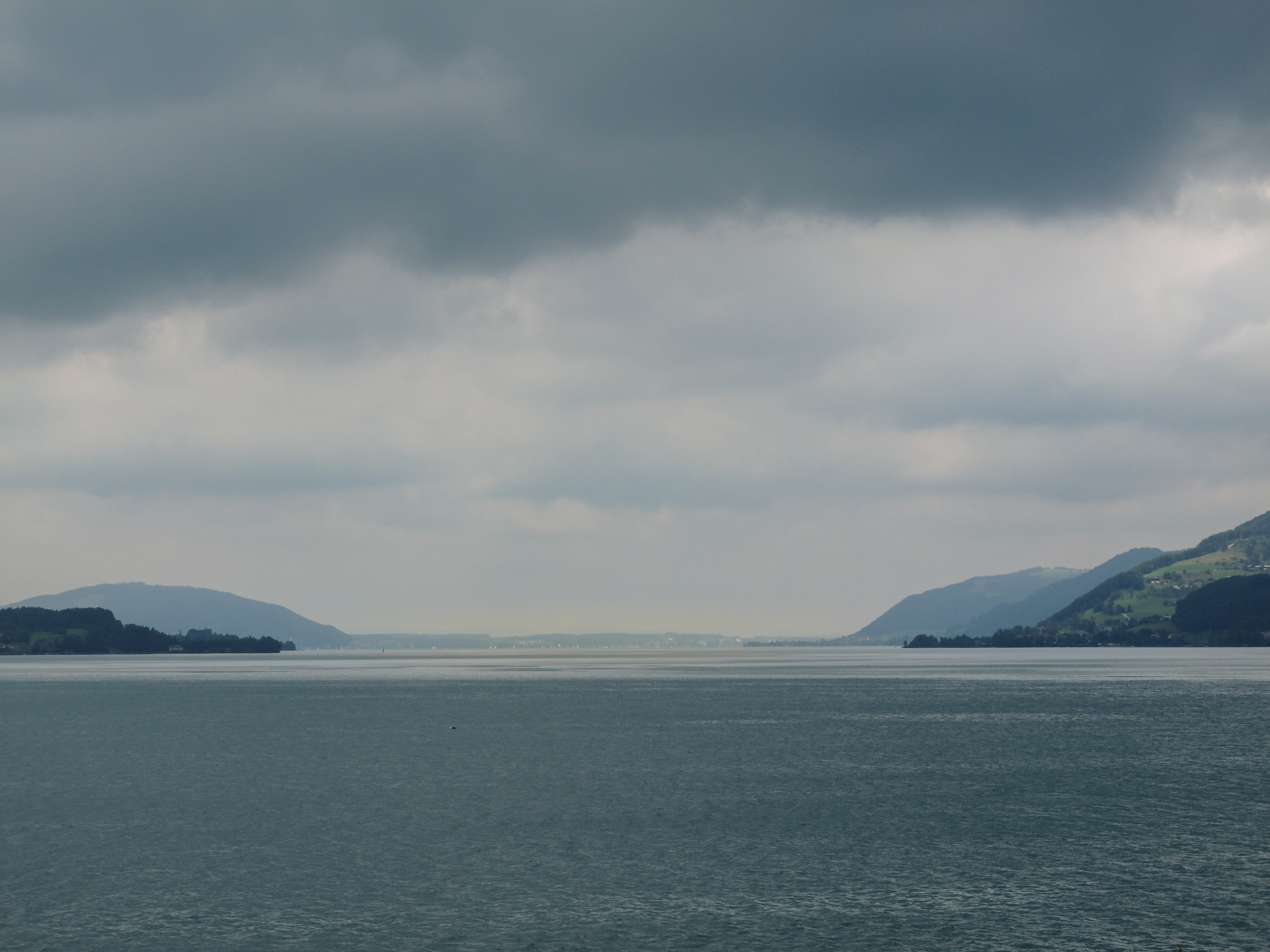
L'Attersee entre Missling et Steinbach.